# Naosap Lake
Naosap Lake är en sjö i Kanada.   Den ligger i provinsen Manitoba, i den centrala delen av landet, 2 100 km nordväst om huvudstaden Ottawa. Naosap Lake ligger 324 meter över havet. Arean är 23,8 kvadratkilometer. Den sträcker sig 6,0 kilometer i nord-sydlig riktning, och 11,8 kilometer i öst-västlig riktning.
I omgivningarna runt Naosap Lake växer i huvudsak barrskog. Trakten runt Naosap Lake är nära nog obefolkad, med mindre än två invånare per kvadratkilometer.